# Réginal Goreux
Réginal Goreux (Saint-Michel-de-l'Atalaye, 31 december 1987) is een voormalig Belgisch-Haïtiaans voetballer die speelde als rechtervleugelverdediger. Hij bracht het grootste deel van zijn spelerscarrière door bij Standard, waar hij nu verantwoordelijke van het 11-tegen-11-jeugdvoetbal is.

## Carrière

##### Jeugd & Standard Luik
Gorreux groeide op in Luik. Hier speelde hij eerst voor Berloz FC tot hij op 7-jarige leeftijd werd ontdekt door Standard Luik. Hij heeft twee nationaliteiten, de Belgische en de Haïtiaanse. Hij speelde in het verleden voor het Belgisch voetbalelftal onder 21 jaar, maar koos in 2011 voor de nationale ploeg van Haïti. Gorreux kwam tussen 2007 en 2013 voor Belgisch eersteklasser Standard Luik uit. In 2008 & 2009 werd hij Belgisch landskampioen met Standard. In totaal speelde Goreux vijf seizoenen voor de Luikenaars, waarmee hij 150 wedstrijden in het A-elftal speelde.

##### Russisch avontuur
Op 20 januari 2013 trok Goreux naar het Russische Krylja Samara.  De avond ervoor speelde hij nog mee met de Rouches tegen AA Gent.  Standard ontving een bedrag van €500.000 voor de transfer. Hier speelde hij over 2 seizoenen 42 wedstrijden. In de zomer van 2014 vertrok hij naar FK Rostov, hier speelde hij zo'n 7 maanden waarin hij 17 wedstrijden speelde. Op 26 februari 2015 werd zijn contract ontbonden.

##### Terugkeer naar Standard
Op 14 oktober 2015 kreeg hij als vrije speler opnieuw een contract bij Standard Luik, nadat hij al enkele weken meetrainde bij de Luikenaars. Goreux werd meteen basisspeler, ten koste van Martin Milec. Na zijn eerste 2 seizoenen terug bij zijn oude liefde viel hij echter uit het basiselftal. In de 3 seizoenen hierna wist hij nog maar 9 wedstrijden in totaal te spelen, hij was echter intern wél nog belangrijk. Begin januari 2020 zette hij een punt achter zijn voetbalcarrière. Hij zou deel uitmaken van de staf van de U18 en U21 en moest de jonge talenten verder begeleiden. Enkele maanden later werd hij al gepromoveerd tot verantwoordelijke van het 11-tegen-11-jeugdvoetbal bij Standard.

## Spelerscarrière
| Seizoen | Club                  | Land             | Competitie    | Duels | Doelp. |
| ------- | --------------------- | ---------------- | ------------- | ----- | ------ |
| 2007/08 | Standard Luik         | Vlag van België  | Eerste klasse | 16    | 2      |
| 2008/09 | Standard Luik         | Vlag van België  | Eerste klasse | 29    | 1      |
| 2009/10 | Standard Luik         | Vlag van België  | Eerste klasse | 19    | 0      |
| 2010/11 | Standard Luik         | Vlag van België  | Eerste klasse | 23    | 3      |
| 2011/12 | Standard Luik         | Vlag van België  | Eerste klasse | 42    | 1      |
| 2012/13 | Standard Luik         | Vlag van België  | Eerste klasse | 21    | 1      |
| 2012/13 | Krylja Sovetov Samara | Vlag van Rusland | Premjer-Liga  | 13    | 2      |
| 2013/14 | Krylja Sovetov Samara | Vlag van Rusland | Premjer-Liga  | 29    | 1      |
| 2014/15 | FK Rostov             | Vlag van Rusland | Premjer-Liga  | 17    | 0      |
| 2015/16 | Standard Luik         | Vlag van België  | Eerste klasse | 20    | 0      |
| 2016/17 | Standard Luik         | Vlag van België  | Eerste klasse | 25    | 1      |
| 2017/18 | Standard Luik         | Vlag van België  | Eerste klasse | 2     | 0      |
| 2018/19 | Standard Luik         | Vlag van België  | Eerste klasse | 5     | 0      |
| 2019/20 | Standard Luik         | Vlag van België  | Eerste klasse | 2     | 0      |
| Totaal  | Totaal                | Totaal           | Totaal        | 263   | 12     |

bijgewerkt tot einde carrière

## Erelijst
Standard Luik
| Nationaal          |    |                  |
| Eerste klasse      | 2x | 2008, 2009       |
| Beker van België   | 3x | 2011, 2016, 2018 |
| Belgische Supercup | 2x | 2008,2009        |